# Antonio Covolo
Antonio Covolo, né le 17 février 1920 à Salcedo (Vénétie) et mort le 6 février 2001 à Bordighera (Ligurie), est un coureur cycliste italien, professionnel de 1942 à 1950.

## Palmarès
- 1939
  - 3e de la Targa Cesare Facciani
- 1940
  - Turin-Bielle
- 1941
  - Targa D’Oro Città di Legnano
- 1944
  - Milan-Varèse-Campo di Fiori :
    - Classement général (avec Cino Cinelli)
    - 1rea et 1reb étapes (avec Cino Cinelli)

  - Medaglia d'Oro Città di Monza
- 1946
  - Turin-Valtournenche
  - 2e du Tour du Piémont
  - 2e de la Coppa Agostoni
  - 8e du Tour de Lombardie
- 1947
  - 2e du Milan-Mantoue
  - 2e du championnat d'Italie de cyclo-cross
- 1949
  - 5e du Tour de Lombardie

## Résultats sur les grands tours

### Tour d'Italie
3 participations
- 1947 : abandon
- 1948 : abandon
- 1950 : 71e